# Pieve di Santa Maria Maddalena a Sietina
La pieve di Santa Maria Maddalena a Sietina è un edificio sacro di Capolona che si trova in località Pieve a Sietina. La visita è possibile su prenotazione.

## Storia e descrizione
Poco prima di Castelluccio, arrivando da Capolona, un bivio sulla sinistra conduce in poche centinaia di metri ad una chiesa antichissima: la Pieve di Sietina. Esiste una citazione di questo luogo già in un documento del 1022. La chiesa si trova nei pressi di Castelluccio, in zona pianeggiante lungo la sponda destra dell'Arno. Non è casuale questa posizione. Va ricordato che in epoca medievale esisteva "la strada delle pievi", un percorso che da Arezzo raggiungeva l'alto Casentino tenendo la destra dell'Arno e toccando tutte le importanti pievi medievali. In pratica si attraversava l'Arno a Ponte Buriano, poi, camminando verso nord parallelamente a fiume s'incontrava dopo qualche chilometro Sietina, quindi la Pieve di Socana, prima di Poppi la Pieve di Buiano, poi la Pieve di San Martino a Vado a Strada, per ultimo Romena. Chi avesse continuato poi verso Firenze avrebbe incontrato anche la Pieve di Montemignaio.L'edificio religioso non si presenta con la maestosità delle pievi romaniche casentinesi, per le dimensioni ben più ridotte e l'architettura molto più semplice e sobria. La struttura, praticamente a base quadrata, ha tre absidi che corrispondono ad altrettante navate divise da grossi pilastri rettangolari. La Pieve, dedicata a Santa Maria Maddalena, è stata più volte ristrutturata nel corso della sua storia, nel XVII e XVIII secolo ci sono stati gli interventi più sostanziali con opere di consolidamento. Tali interventi hanno riguardato essenzialmente l'esterno. Il campanile a vela è un'evidentissima testimonianza di questi rimaneggiamenti, essendo moderno, ma anche le tre finestre sulla facciata in origine non esistevano.
La chiesa appare dall'esterno piuttosto bassa, specialmente nelle sue navate laterali. L'interno appare di maggiore altezza, questo per un'altra particolarità di questo edificio: il pavimento della chiesa è più basso del terreno esterno. Al contrario dell'esterno, l'interno ha subìto ben poche modifiche. Testimoniano ciò le pareti e i pilastri completamente affrescati. Gli affreschi hanno purtroppo subìto il peso dei secoli ma molti sono ancora leggibili. Tra tutti questi affreschi realizzati nel corso di vari secoli si possono distinguere due gruppi di pitture: il primo gruppo comprende quelli sopra l'arcata destra del presbiterio con l'affresco con Madonna in trono insieme al Bambino con Santa Maria Maddalena e Santa Caterina inginocchiate, risale agli anni 1370-1380 circa ed è attribuibile ad un anonimo pittore noto come "Maestro di Pieve a Sietina", contemporaneo e vicino a Spinello Aretino. Il secondo gruppo comprende invece affreschi databili alla fine del XV secolo, quelli con la Madonna in trono, l'Annunciazione, datata 1490, il Martirio di Sant'Agata, e sono attribuiti alla mano di un anonimo artista vicino a Lorentino d'Andrea e a suo figlio Agnolo. 
Non esiste precisa documentazione che attesti ciò, ma quasi certamente tutte pitture della chiesa furono commissionate dalla famiglia Bacci, ricca casata aretina originaria di Santa Margherita in Capolona e poco distante dalla Pieve e proprietaria per secoli della Pieve di Santa Maddalena a Sietina e dei terreni e case circostanti. Questa famiglia si dimostrò più volte "sensibile all'arte". Da ricordare è Baccio di Magio di Baccio che destinò parte della sua eredità al finanziamento per la decorazione della cappella maggiore della Chiesa di San Francesco ad Arezzo da parte di Piero della Francesca.